# 39 статей англіканського віросповідання
39 статей (англ. Thirty-nine Articles) — статті, які визначають доктрину англіканського віросповідання. У них йшлося зокрема про визначення істин віри новоствореної Англіканської церкви стосовно доктрини кальвінізму та практики католицької віри.
«39 статей», прийняті парламентом у 1571 році, становлять собою виклад основ віри. Головні положення їх стосуються вчення про Святу Трійцю, про втілення Ісуса Христа і про Святого Духа; також в них говориться про джерела віри; дається вчення про гріх і про викуплення — без заперечення ролі благих діянь. Разом з тим, вони відкидають непогрішність Папи й існування Чистилища, не вбачаючи біблійних підстав доктрини про переєстествлення. Вони визнають лише Хрещення та Євхаристію як таїнства, котрі мають явні основи в Біблії. Статті дозволяють священникам одружуватися та рішуче відкидають папську юрисдикцію, визнаючи верховенство Короля над Церквою Англії.